# Pachypodium succulentum
Pachypodium succulentum là một loài thực vật có hoa trong họ La bố ma. Loài này được (L.f.) Sweet mô tả khoa học đầu tiên năm 1830.

## Hình ảnh

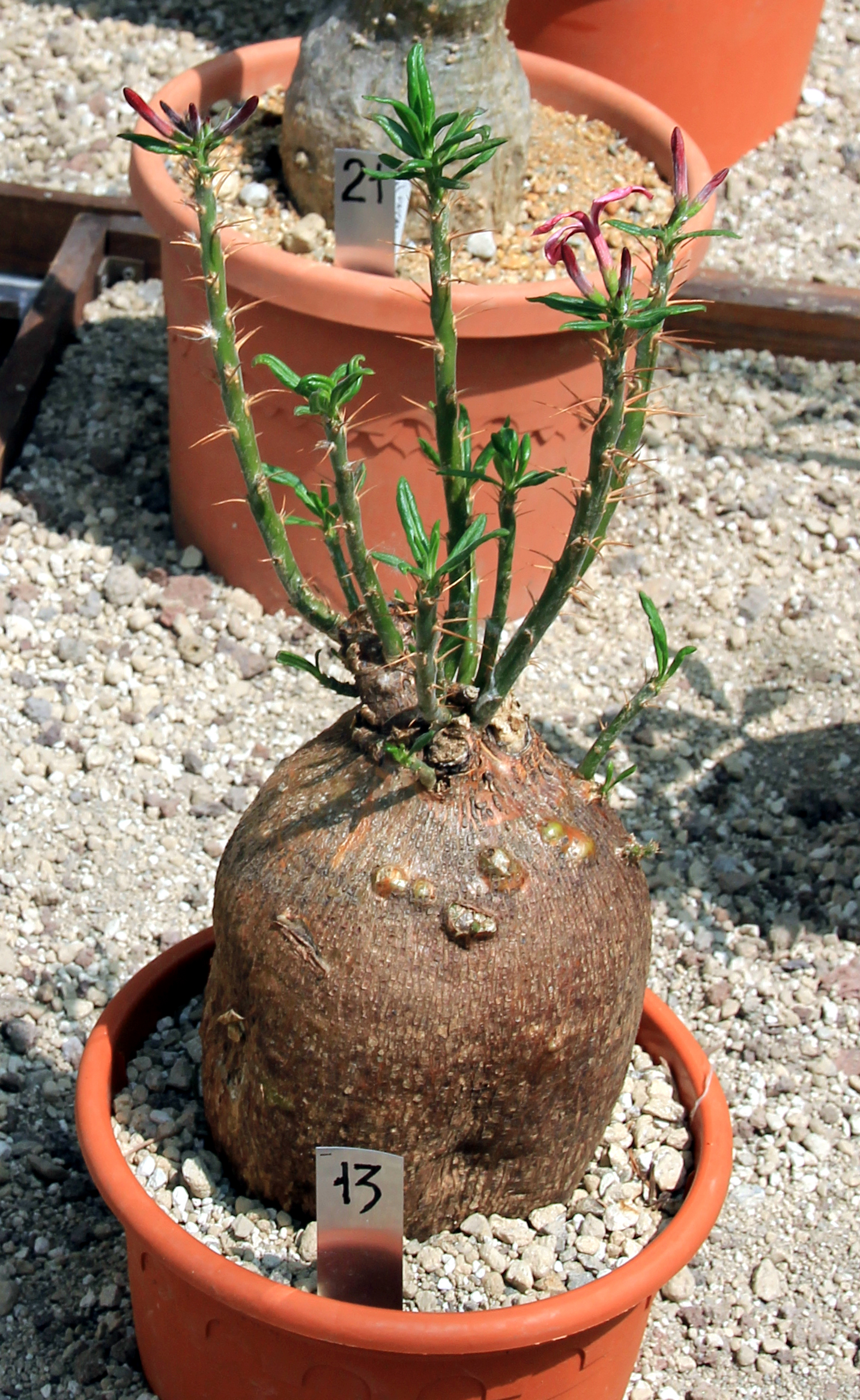
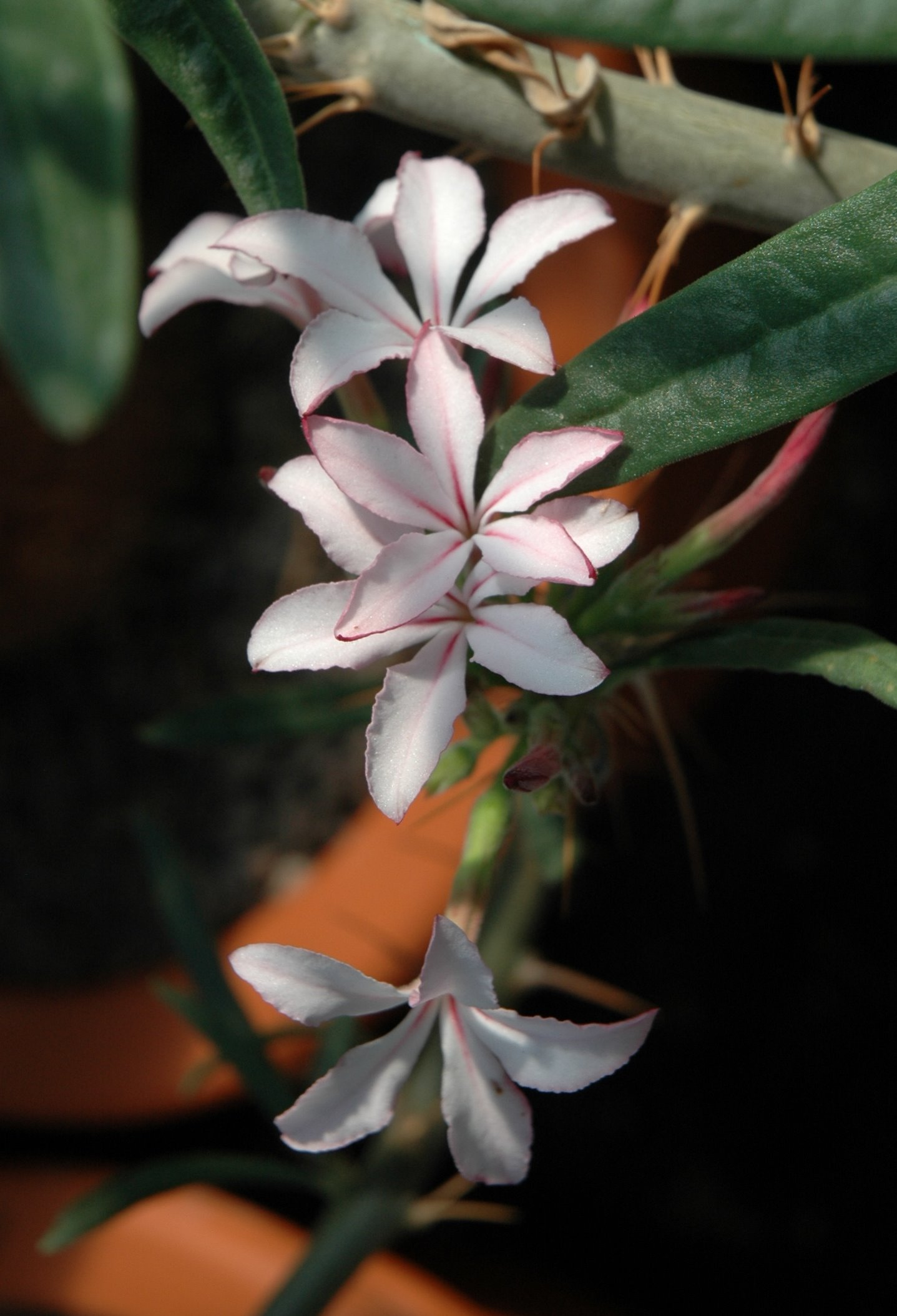
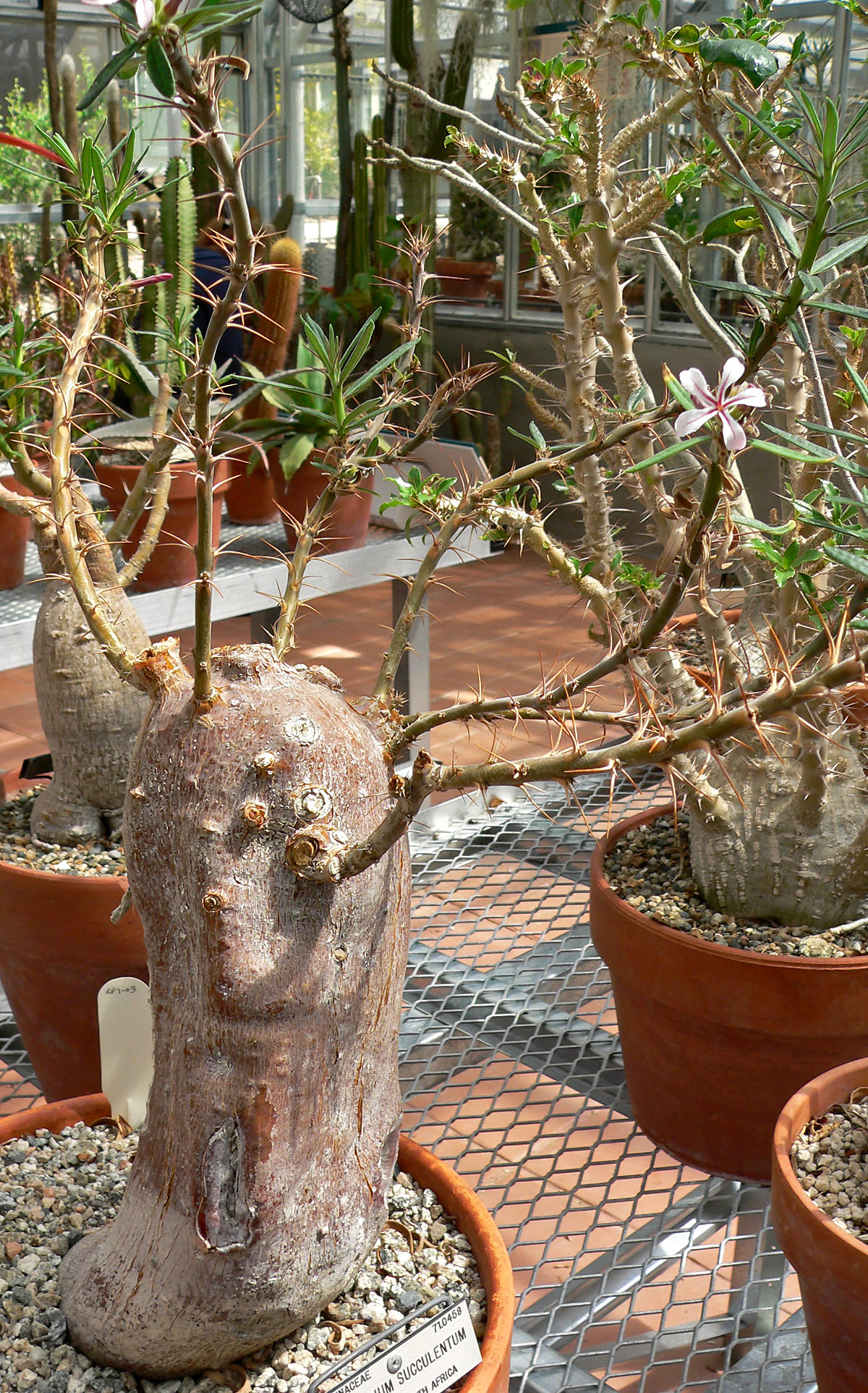
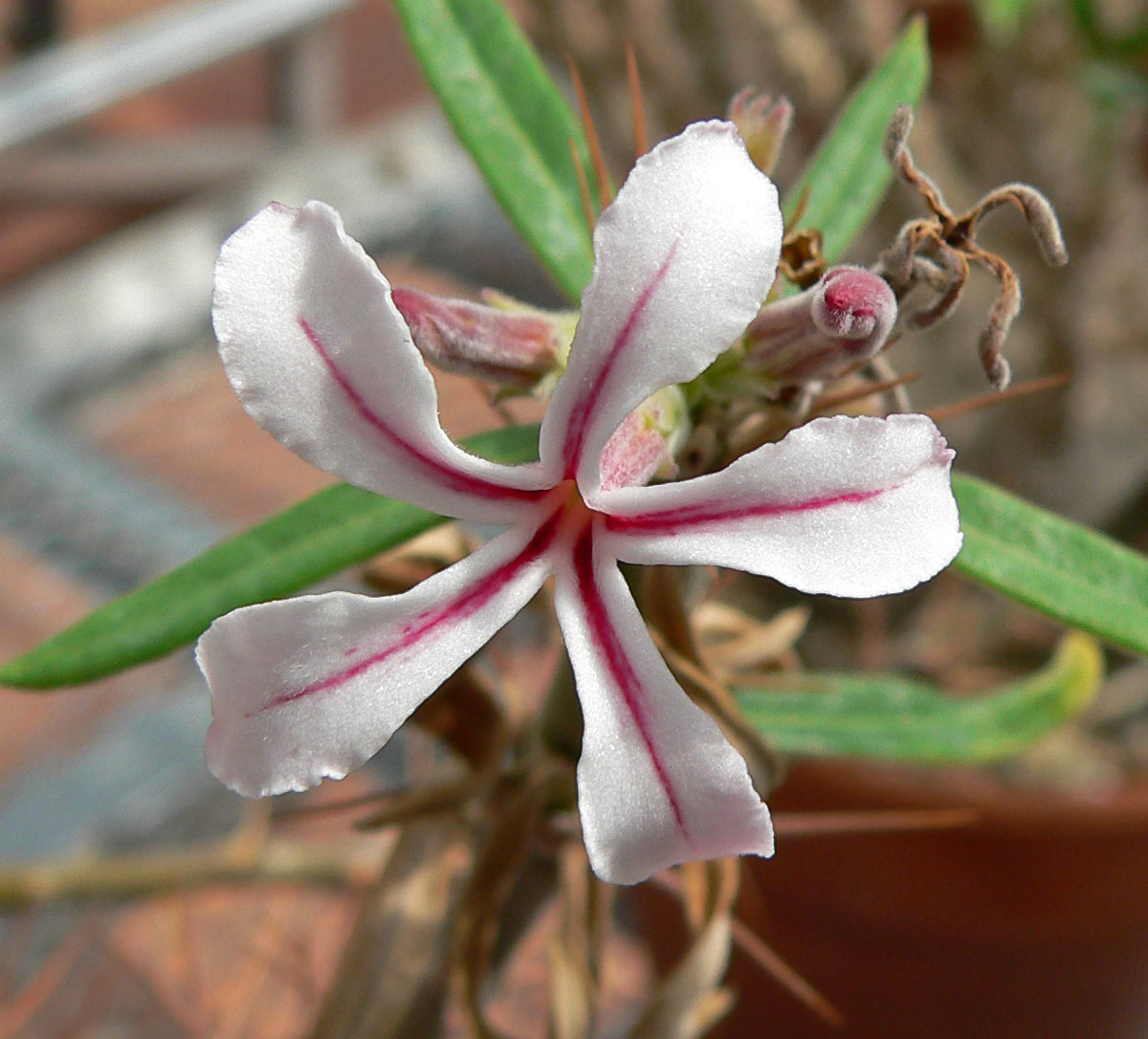
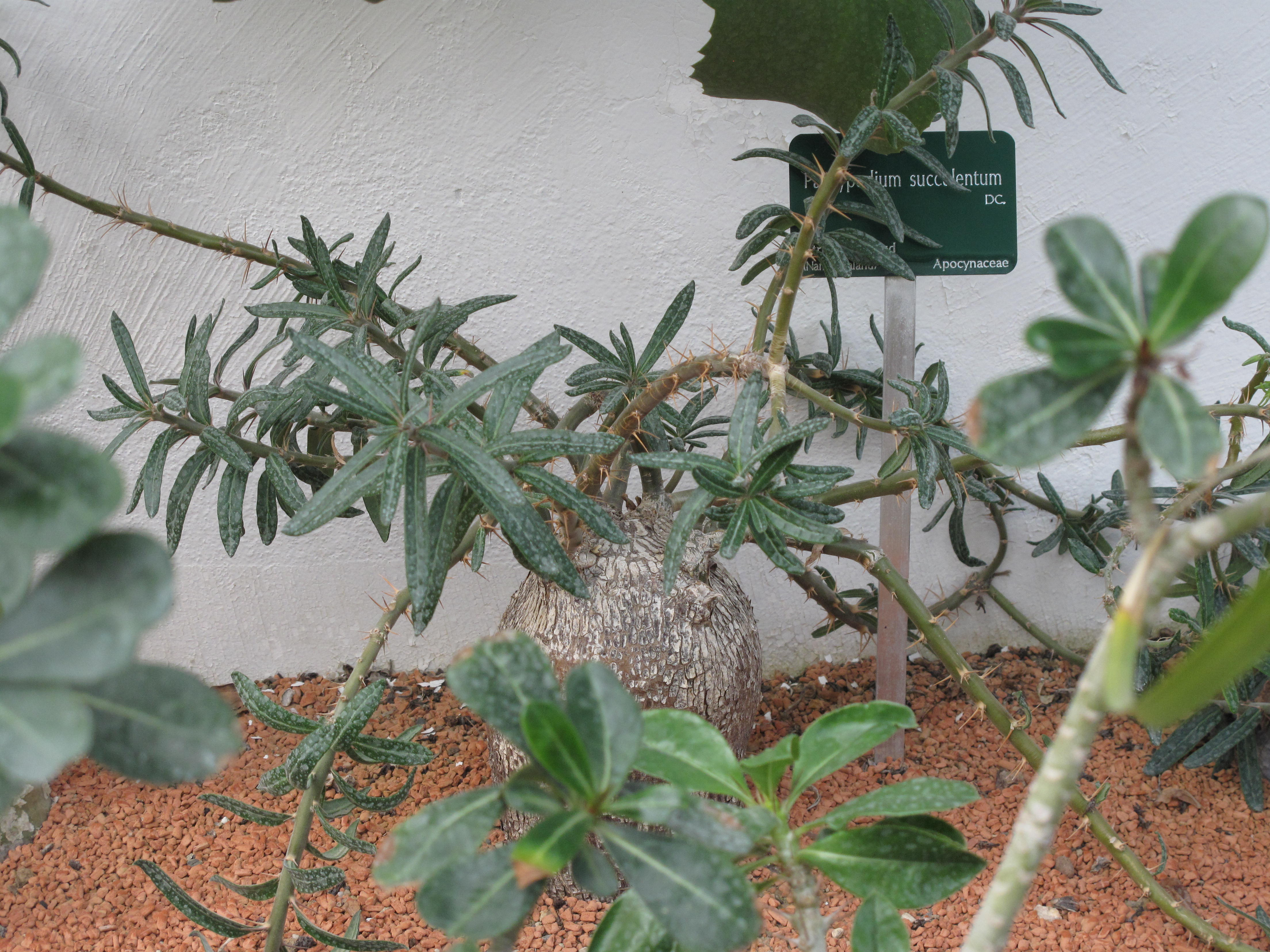